# Schokokuss

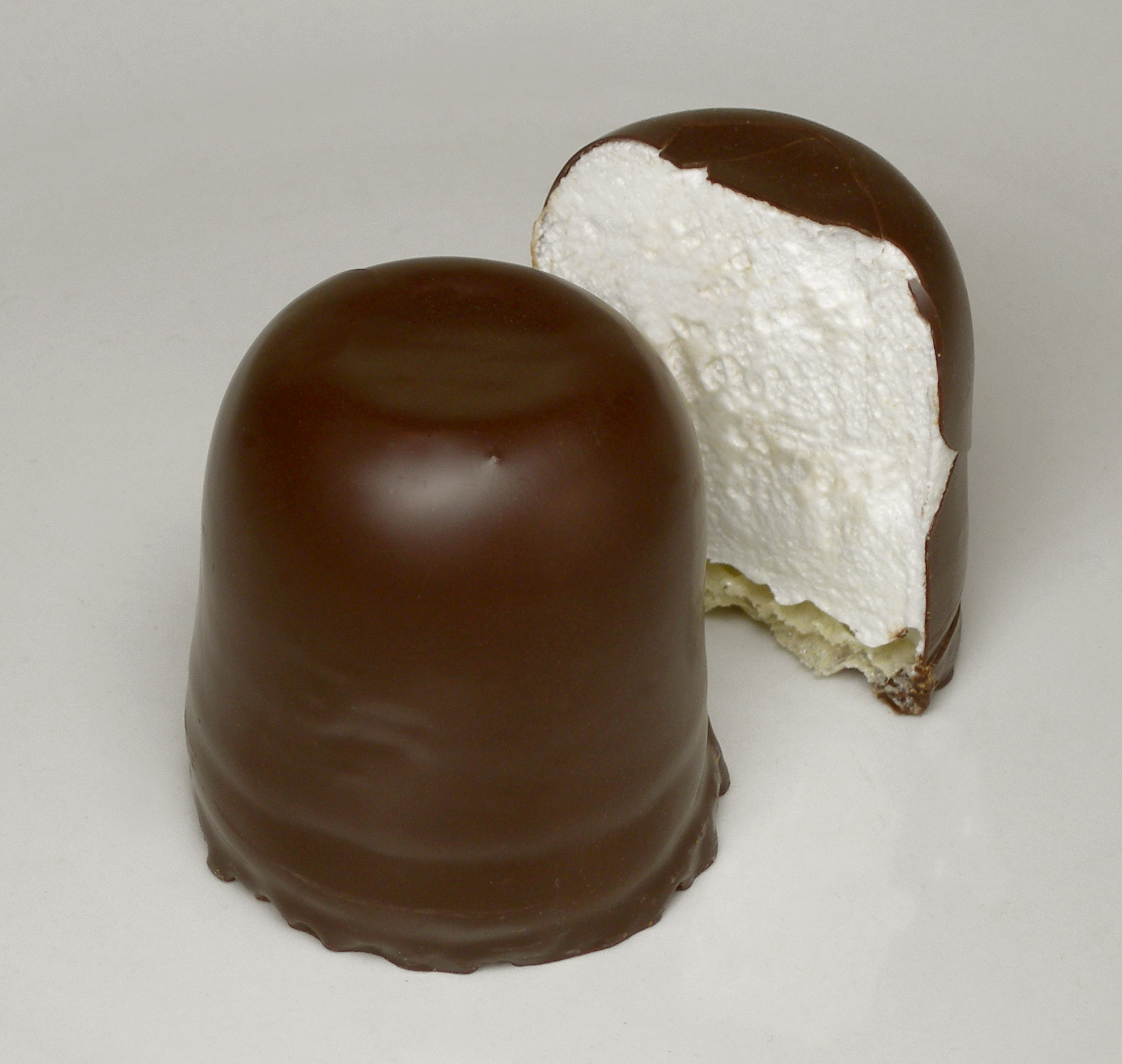
Ganzer und halbierter Schokokuss

Ein Schokokuss oder Schaumkuss (Deutschland und Schweiz) bzw. eine Schwedenbombe (Österreich) ist eine Süßigkeit aus weichem Schaumzucker, der auf eine Waffel dressiert und mit Schokolade oder Fettglasur überzogen wird. Veraltete und diskriminierende Bezeichnungen sind Negerkuss und Mohrenkopf.

## Bezeichnungen
Die Bezeichnungen Schokokuss und seltener Schaumkuss kommen vor allem in Mittelwest- und Südwestdeutschland vor. Nach deutschem, österreichischem und Schweizer Lebensmittelrecht ist die Bezeichnung Schokokuss (und vergleichbare Namen, die auf Schokolade hinweisen) nur für Produkte zulässig, die mit echter Schokolade überzogen sind, nicht mit Fettglasur.
In Westösterreich (Vorarlberg), in der Schweiz und in Deutschland war als Bezeichnung auch Mohrenkopf, in Deutschland zudem Negerkuss verbreitet. Diese Bezeichnungen wurden schon Ende der 1970er Jahre wegen der rassistischen Konnotation der Ausdrücke Mohr und Neger kritisiert, und aus denselben Gründen werden sie heute im formellen Sprachgebrauch auch vermieden.
Die Bezeichnung Mohrenkopf wird vereinzelt noch von herstellenden Unternehmen wie Dubler verwendet. Als Mohrenkopf ist regional allerdings auch ein anderes Gebäck bekannt. In Österreich wird die Süßigkeit als Schwedenbombe bezeichnet und unter dieser Bezeichnung ursprünglich von Edmund Niemetz und aktuell von der Nachfolgefirma Heidi Chocolat hergestellt. In der Schweiz werden auch die Bezeichnungen Choco-Köpfli bzw. Schoko-Köpfe verwendet.

## Herstellung
Die Herstellungsverfahren variieren. Der gezuckerte Eiweißschaum, der manchmal mit Kakao und/oder Rumaroma versetzt ist, wird auf eine Waffel aufgebracht und mit Kuvertüre überzogen, bei einigen Produkten auch mit Fettglasur. Früher wurde der weiße Schaum dazu in die Überzugsmasse getaucht, wodurch er vor dem Umdrehen einen charakteristischen „Zipfel“ auf der Oberseite ausbildete. Im modernen Herstellverfahren wird die Glasur im Überzugsverfahren aufgebracht.

## Varianten

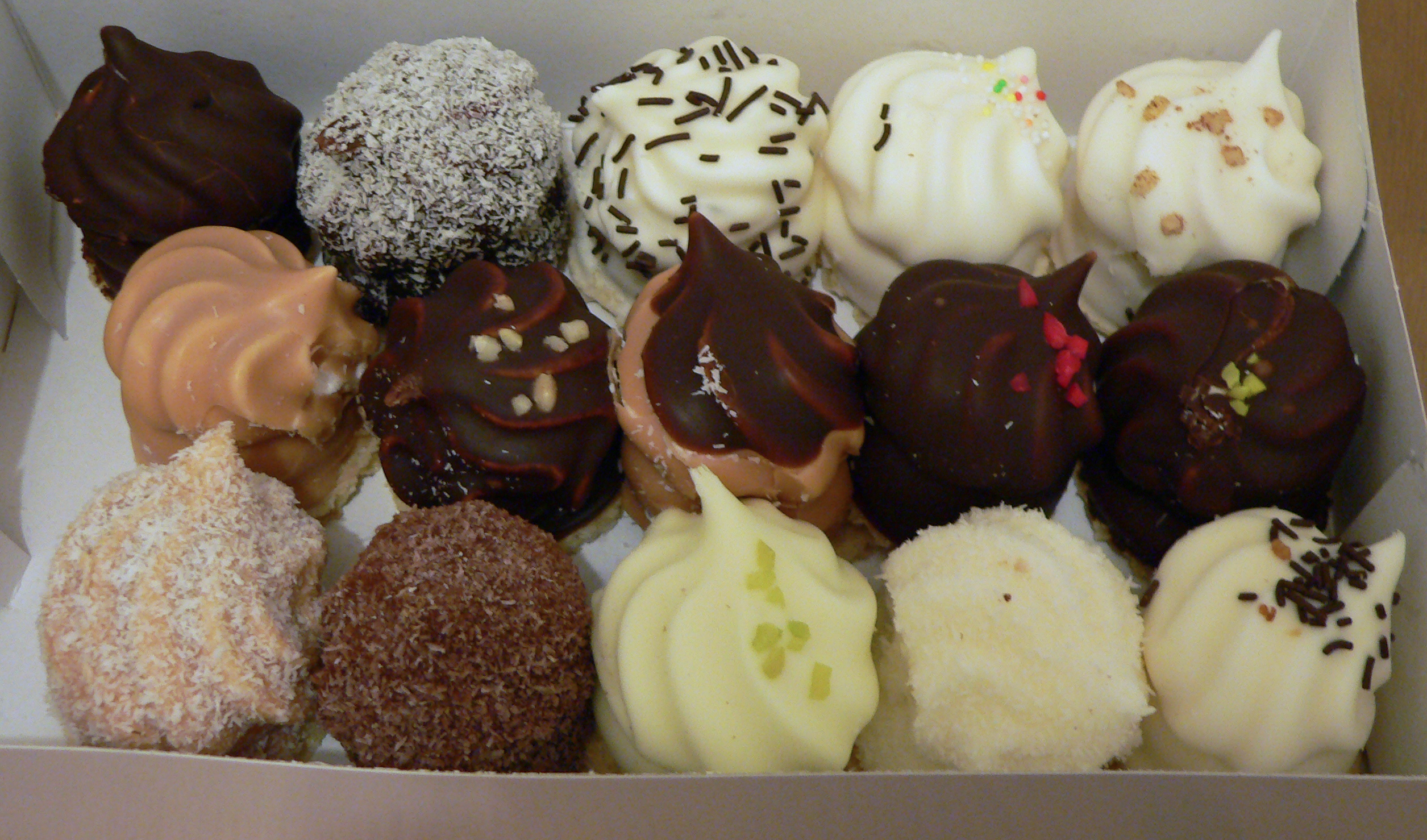
Auswahl an Varianten

Der Schokokuss ist mit vielerlei Schokoladensorten erhältlich und kann nach dem Überziehen mit Kokosraspeln, Krokantstreuseln oder Mandeln bestreut werden.
Eine vor allem bei Schulkindern beliebte Form des Verzehrs ist das Schokokuss- oder Schaumkussbrötchen, u. a. auch bezeichnet als  Boxer, Matschbrötchen, Datschweck, Gedatschter, Klatschbrötchen oder Fortunabrötchen, früher auch Mohrenkopfbrötchen oder Negerkussbrötchen, bei dem ein Schokokuss zwischen zwei Brötchenhälften zerdrückt wird. Um gesündere Ernährung zu fördern, wurde im Umfeld einzelner Schulen der Verkauf von Schokoküssen untersagt, was teils zu Schülerprotesten führte.
Auf Gemeindefesten und Kindergeburtstagen werden bisweilen Schokokuss-Wurfmaschinen eingesetzt, die meist selbst gebaut sind. Dabei muss mit einem Ball ein Auslöser getroffen werden. Bei einem Treffer schleudert eine Sprungfeder oder ein federgespannter Wurfarm einen Schokokuss in Richtung des Werfers. Dieser muss ihn dann mit der Hand oder dem Mund auffangen.

## Verbreitung
In Deutschland werden jährlich ca. 1 Milliarde Schokoküsse verzehrt. International ist der Schokokuss ebenfalls verbreitet. In Israel ist der Schokokuss unter der Bezeichnung krembo, in Dänemark als flødebolle, in den Niederlanden als Chocozoen und in Italien als moretto bzw. negretto bekannt.

## Geschichte
Die ersten Schokoküsse sollen um das Jahr 1800 in Dänemark hergestellt worden sein. Im 19. Jahrhundert entstanden in französischen Konditoreien die „Têtes de nègre“, auf Deutsch „Negerköpfe“, hergestellt aus einer baiserartigen Masse und einem Schokoladenguss. Zu Beginn des 20. Jahrhunderts gab es sie dann auch in deutschen Konditoreien.
1920 begann Mayer Junior in Bremen mit der Fertigung dieser Spezialität in Deutschland und fertigt sie bis heute in kleinen Chargen. Aus der 1890 gegründeten Konditorei von Edmund Niemetz in Linz wurde 1930 die Süßwarenmanufaktur Walter Niemetz. Hier wurde 1926 die Schwedenbombe entwickelt, so benannt nach einem aus Schweden stammenden Mitarbeiter.
In den 1940er Jahren stellte die Firma Köhler in Hainburg eine Variante des Schokokusses her, Köhler’s Wunder-Mohren-Tüte. Es waren Hörnchen mit einer Füllung aus Köhlerküssen, und in der Waffel waren kleine Überraschungen versteckt. Die Massenproduktion in Deutschland begann um 1950.